# 秘密与谎言 (我为喜剧狂)
《秘密与谎言》（Secrets and Lies）是美国情景喜剧《我为喜剧狂》第2季的第8集，也是整个剧集的第29集 ，由罗恩·韦纳编剧，迈克尔·英格勒执导，2007年12月6日通过全国广播公司在美国首播。客串出演这集的演员包括雷塞尔·宾（Reathel Bean）、詹姆斯·卡维尔、保罗·艾歇尔（Paul Eichel）、埃迪·法可、梅利莎·加拉格尔（Melissa Gallagher）、贾巴里·格瑞（Jabari Gray）、布莱恩·霍顿（Blaine Horton）、约翰·卢茨、埃里希·麦考尔（Erich McCall）、安德鲁·波尔克（Andrew Polk）、瑞诗玛·谢蒂、汤姆·崔德威（Tom Treadwell）和达琳·瓦尔勒特（Darlene Violette）。
在这一集中，民主党联邦众议员塞莱斯特·“C·C·”康宁汉希望公开与通用电气副总裁杰克·唐纳吉（Jack Donaghy，亚历克·鲍德温饰）的恋情；全国广播公司电视节目《与崔西·乔丹》的女演员简娜·玛隆妮（Jenna Maroney，简·科拉克斯基饰）认为首席编剧丽兹·莱蒙（Liz Lemon，蒂娜·菲饰）让男演员崔西·乔丹（Tracy Jordan，崔西·摩根饰）拥有想干啥就干啥的特权，并因此而很生气；节目剧的两位编剧弗兰克·罗斯塔诺（Frank Rossitano，贾达·弗雷德兰德饰）和詹姆斯·“图弗”·斯帕洛克（James "Toofer" Spurlock，凯斯·鲍威尔饰）为了一件哈佛大学球衣发生争执。
《秘密与谎言》在美国首播时吸引了约580万户家庭观看，在18-49岁年龄段人群中收获了2.7 / 7的收视率，在电视评论员处所获得的评价褒贬不一。节目还在剧院进行了现场演出，剧名中带有罢工二字，来表示对2007年－2008年美国编剧协会大罢工的支持。

## 剧情
通用电气副总裁杰克·唐纳吉的新女友C·C·康宁汉是来自佛蒙特州的民主党联邦众议员，她希望能公开两人的恋情，这让杰克非常担心。之前他们的交往因C·C正在起诉西恩哈特假发公司而一直处于保密状态，该公司是通用电气的虚构子公司，也是全国广播公司的虚构母公司。杰克和C·C一度像地下党一样伪装自己前去对方家里，比如C·C就曾扮成个水管工人。全国广播公司喜剧小品《与崔西·乔丹》的首席编剧丽兹·莱蒙偶然发现了两人偷偷摸摸的关系，C·C于是向她承认并倾诉。杰克则向政治顾问詹姆斯·卡维尔寻求建议，后者告诉他，两个敌对阵营的重要人物同样能够幸福快乐地生活在一起，只要他们不要考虑别人会怎么看待自己就行了。最终，杰克带C·C前往通用电气高层领导的餐厅共进晚餐，并向其他人公开了自己的恋情，结果，晚餐成了一场真心话大冒险，几乎所有的高管都透露了自己的一些离奇的事情。
女演员简娜·玛隆妮因《现代灰姑娘：音乐剧：电影》（Mystic Pizza: The Musical: The Movie）中的表现而获得了一座“基于电影改编音乐剧改编电影类最佳女演员奖”，男演员崔西·乔丹因自己从未赢得过什么奖项而深感恼火。丽兹对此深感同情，于是谎称崔西因《与崔西·乔丹》而获得了一座环太平洋地区艾美奖。制片人皮特·霍恩伯格（Pete Hornberger，斯科特·安第斯饰）帮丽兹为崔西伪造了一个奖杯，节目的其他几位演员如简娜、乔什·吉拉德（Josh Girard）等人均予出席“领奖仪式”。崔西在台上感谢了几乎所有的同事，唯独漏掉了简娜，这让她大为光火，声称丽兹简直愿意为崔西赴汤蹈火，却绝对不会为自己这么做。之后，她开始像崔西一样，不听话，不合作，还给自己配上随从。利兹对简娜的新举动感到心烦意乱，称简娜和崔西都让人给宠坏了，而且简娜也根本没有获什么奖，那个奖杯其实只是一块咬过一口的饼干。
在哈佛大学表演了一个夜场节目后，节目组编剧弗兰克·罗斯塔诺穿着一件哈佛的球衣来上班，只是他从未在该校上过学。詹姆斯·“图弗”·斯帕洛克是哈佛校友，他对此深感愤怒，要求对方马上脱掉球衣，遭到拒绝后两人开始了争执，甚至开始不停地穿戴成对方的模样。最后，詹姆斯·卡维尔也像调解杰克的烦恼那样来给两人调停。

## 制作
本集节目在纽约的正直公民旅团剧院进行了现场演出，当时的剧名叫《我为喜剧狂——罢工》（30 Rock — On Strike!），以表示对2007年－2008年美国编剧协会大罢工的支持，这场罢工于2007年11月5日开始，2008年2月12日结束，一共持续了100天。表演是在2007年11月19日进行的。剧集的所有主要演员都出席了这场演出，不过客串出演的埃迪·法可因为已事先承诺另一事宜而未能参加，她的角色由全国广播公司喜剧小品《周六夜现场》首席编剧保拉·佩尔（Paula Pell）出演。另一位客串演员詹姆斯·卡维尔同样未能出席，他的角色则是由一位不知名的《我为喜剧狂》编剧代演。包括唐纳德·格洛弗在内的其他几位《我为喜剧狂》编剧也都在节目中客串了一些小角色。与电视上播放时一样，这次演出中也有“商业广告”时间，演员杰克·麦克布瑞尔和约翰·卢茨一起为多位制片人即兴表演了一段喜剧广告。演出过程中还有经《我为喜剧狂》演员签名的西恩哈特假发公司T恤衫进行抽彩销售。

## 反响
《秘密与谎言》在美国首播时吸引了580万户家庭观看，在18至49岁年龄段人群里收获了2.7 / 7的收视率。这个2.7指的是全美该年龄段人口总数的2.7%，而7则是该年龄段当时有看电视观众总数的7%，这个成绩可以在播出时段18-34岁年龄段观众率中排到收视率冠军的位置，比之前播出的《愚人善事》还要高4%。。
IGN网站的罗伯特·坎宁（Robert Canning）称这一集的潜力还没有完全发挥出来，整集节目的喜剧节奏没有得到自始至终的保持。他还补充道，节目的下半场虽然并非一无是处，但是与能够让观众接连不断爆笑的上半场相比还是有一定差距。《电视指南》的马特·韦伯·米托维奇（Matt Webb Mitovich）觉得本集节目中詹姆斯·卡维尔的客串演出很有惊喜，他在剧中给杰克·唐纳吉的建议不但很有道理，而且角色本身也有许多很有趣的自嘲情节。